# Ludwig der Zweite, König von Bayern
Ludwig der Zweite, König von Bayern è un film muto del 1930 scritto, diretto e interpretato da Wilhelm Dieterle.

## Trama
Gli ultimi anni della vita di Ludwig di Baviera. Sempre più isolato dal mondo, con il popolo affranto e la corte contro di lui, il re sprofonda nella follia e trova la morte nel lago di Starnberg.

## Produzione
Il film fu prodotto dalla Deutsche Universal-Film.

### Cast
- Wilhelm Dieterle (1893-1972), che aveva iniziato la sua carriera come attore teatrale, era diventato uno dei volti più noti del cinema tedesco. Qui, scrisse la sceneggiatura del film, lo diresse e ricoprì il ruolo del protagonista, quello di Ludovico II di Baviera. Il regista, emigrato negli Stati Uniti, cambiò poi il suo nome, diventando William Dieterle.
- Trude von Molo (1906-1989): Girò in tutto solo nove film. Qui, al suo debutto sullo schermo, interpreta il ruolo dell'imperatrice Elisabetta. Nel 1934, lasciò la Germania e, in seguito, andò a vivere negli Stati Uniti.

## Distribuzione
Distribuito dalla Deutsche Universal Film Verleih GmbH (Berlin), venne presentato in prima al Titania-Palast di Berlino il 10 marzo 1930.